# نیکلی
نیکلی (به لاتین: Nikli) یک منطقهٔ مسکونی در بنگلادش است که در ناحیه کیشورگنج واقع شده‌است. نیکلی ۲۱۴٫۴ کیلومتر مربع مساحت و ۱۱۰٬۹۱۲ نفر جمعیت دارد.